# Josip Šarac
Josip Šarac (Ljubuški, 24 de febrero de 1998) es un jugador de balonmano croata, nacido en Bosnia y Herzegovina, que juega de lateral izquierdo en el Frisch Auf Göppingen. Es internacional con la selección de balonmano de Croacia.

## Palmarés

### Izviđač
- Liga de balonmano de Bosnia y Herzegovina (2): 2016, 2018

### Celje
- Liga de balonmano de Eslovenia (2): 2019, 2020

## Clubes
| Club                 | País                 | Año         |
| -------------------- | -------------------- | ----------- |
| HRK Izviđač          | Bosnia y Herzegovina | 2014 - 2018 |
| RK Celje             | Eslovenia            | 2018 - 2021 |
| Frisch Auf Göppingen | Alemania             | 2021 - Act. |